# Actio redhibitoria
Actio redhibitoria – w prawie rzymskim powództwo kupującego przeciwko sprzedawcy o zwrot wzajemnych świadczeń z powodu wad fizycznych rzeczy kupionej.

## Charakterystyka powództwa
Na mocy edyktu edylów kurulnych sprzedawcy odpowiadali za wady sprzedawanych zwierząt i niewolników skatalogowane w edykcie, a o których nie powiadomili kupującego. Przyjmowano, że osoba trudniąca się handlem zna swój towar i zna jego wady.
Powództwo przyznawano, jeżeli ujawniono wady rzeczy, w celu rozwiązania przez kupującego kontraktu kupna-sprzedaży i zwrotu ceny za zwrotem towaru. Actio redhibitoria należała do skarg arbitralnych. W wypadku niespełnienia polecenia sędziego sprzedawca zasądzany był na dwukrotność ceny. Domagając się rozwiązania umowy, kupujący mógł skorzystać z tej skargi w ciągu 6 miesięcy od zawarcia kontraktu. Po upływie tego terminu kupujący mógł się domagać obniżenia ceny, stosownie do wpływu wady na wartość towaru, za pomocą actio quanti minoris (w ciągu roku), a następnie wynagrodzenia powstałej szkody za pomocą actio empti.
W prawie justyniańskim rozszerzono zastosowanie tego powództwa na kupno jakichkolwiek rzeczy (nie tylko niewolników i zwierząt). Najprawdopodobniej dopiero wówczas rozszerzono również odpowiedzialność sprzedawcy na wady ukryte (o których istnieniu nie wiedział).